# Basileuterus ignotus
A Basileuterus ignotus a madarak osztályának verébalakúak (Passeriformes) rendjébe és az újvilági poszátafélék (Parulidae) családjába tartozó faj.

## Rendszerezése
A fajt Edward William Nelson amerikai ornitológus írta le 1912-ben, Basileuterus melanogenys ignotus néven.

## Előfordulása
Panama és Kolumbia területén honos. Természetes élőhelyei a szubtrópusi és trópusi hegyi esőerdők. Állandó, nem vonuló faj.

## Megjelenése
Testhossza 13 centiméter, testtömege 9,5–12,5 gramm.

## Életmódja
Rovarokkal és más ízeltlábúakkal táplálkozik.

## Természetvédelmi helyzete
Az elterjedési területe kicsi, egyedszáma 1700 példány alatti, viszont stabil. A Természetvédelmi Világszövetség Vörös listáján sebezhető fajként szerepel.